# Mangostim
O mangostim (português brasileiro) ou mangostão (português europeu) (pronúncia em português: [mɐ̃gusˈtʃĩ], [mɐ̃guʃˈtɐ̃w] (Garcinia mangostana L.; Clusiaceae, ex-Gutiferae ou Hypericaceae) é uma fruta proveniente de uma árvore frutífera tropical de mesmo nome. Foi descrito pela primeira vez no livro  Species Plantarum de Linnaeus em 1753. O mangostim começou a ser cultivado com mais frequência a partir de 1855.[carece de fontes?]

## Características

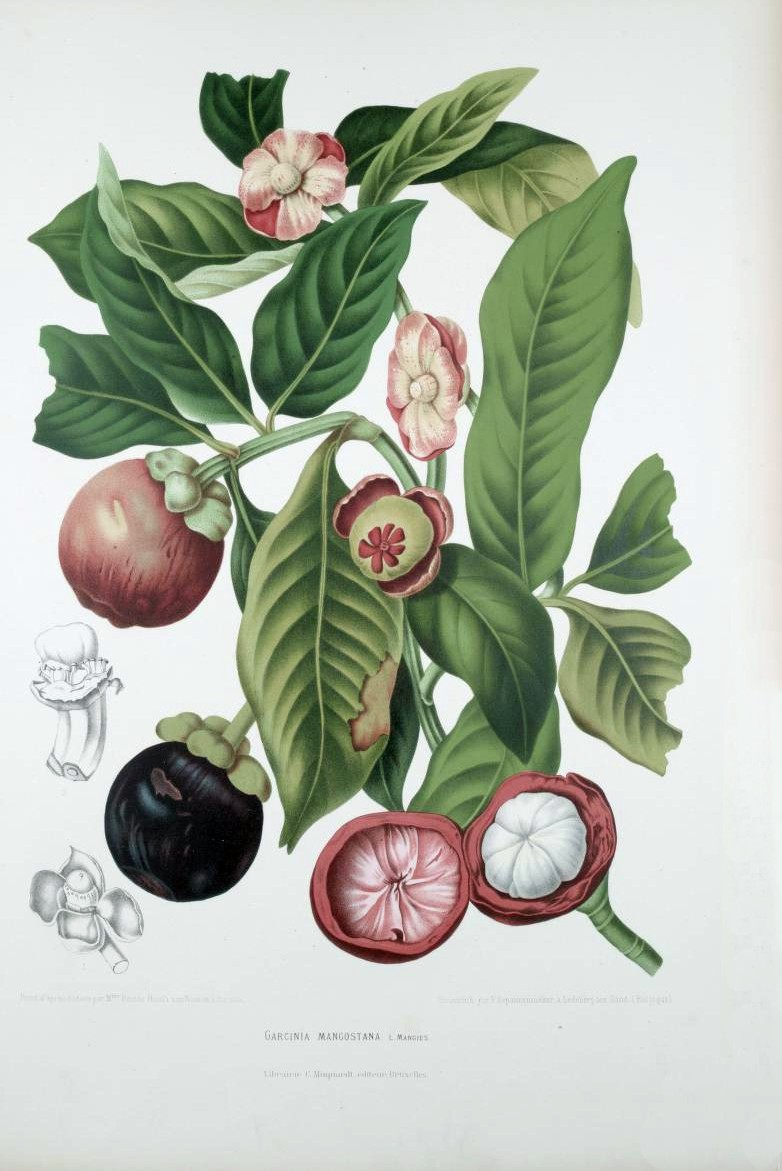
Ilustração representando parte da árvore do mangostim.

A árvore pode alcançar 10 metros de altura. As folhas são grandes, duras, de coloração verde-escura e brilhante. As flores são grandes, de coloração vermelho-escura. O fruto é esférico, vermelho a castanho-escuro, manchado de amarelo, com casca espessa, polpa mole, suculenta, de sabor delicado e muito característico que envolve uma única semente oleaginosa de textura lisa e firme. O tamanho médio de um mangostim é de 6 a 8 centímetros de diâmetro.
A safra geralmente ocorre entre fevereiro e abril. O fruto é geralmente consumido ao natural ou utilizado para preparar sucos, doces e tortas. A polpa pode ser encontrada enlatada, congelada e desidratada.

## Ocorrência

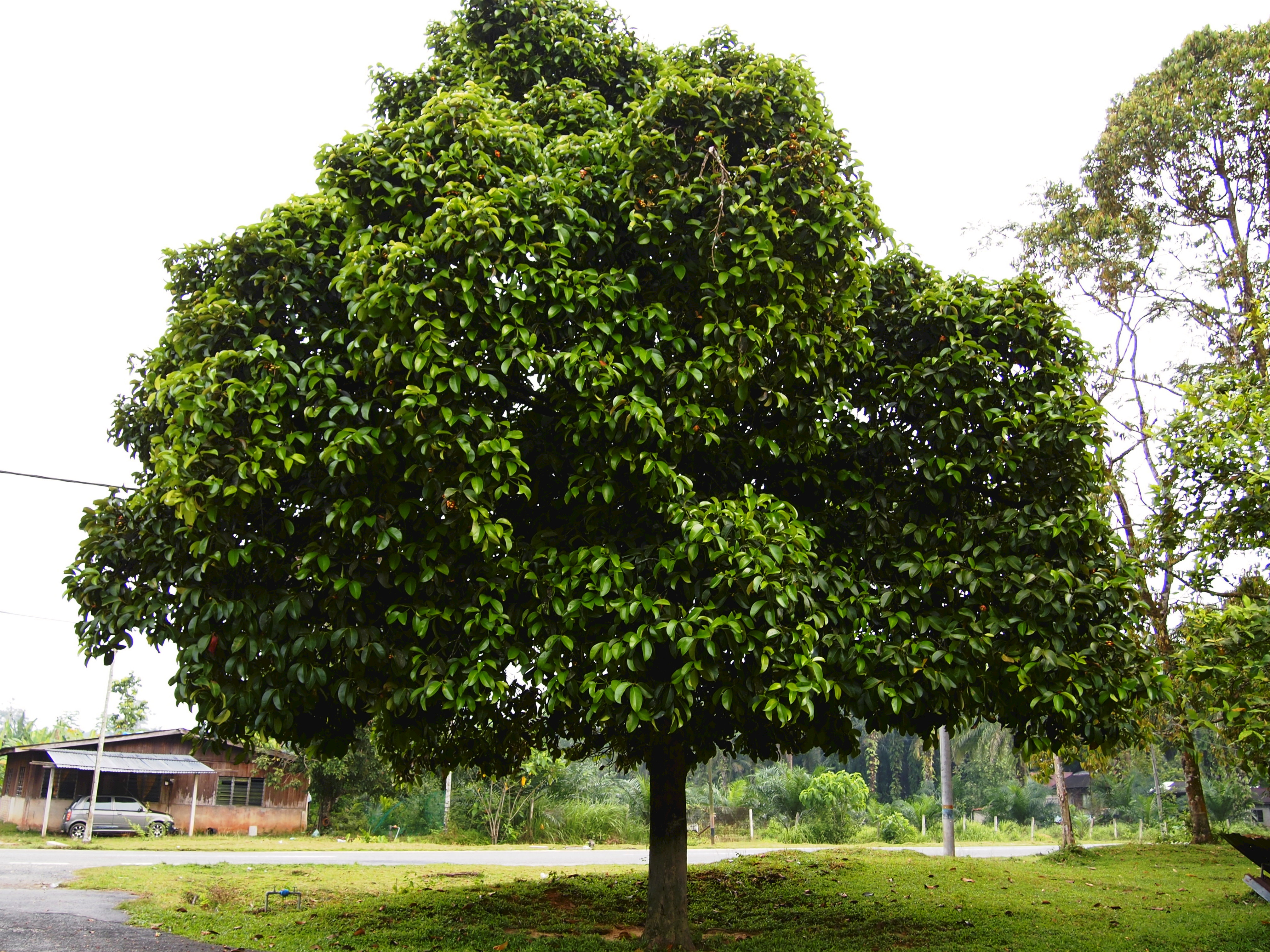
Árvore do mangostim

Nativo da região tropical do sudeste asiático (Tailândia e Malásia principalmente), abrangendo também a maioria das ilhas da Indonésia. A fruta chegou ao Brasil na década de 1940, sendo inicialmente cultivada no Pará. É atualmente cultivada no litoral da Bahia, no estado do Pará e oeste do estado de São Paulo. Foi também introduzida na China, no Panamá e nas Honduras.
O mangostim é cultivado em maior escala no Sudeste da Ásia, principalmente na Tailândia com uma área plantada estimada em 51 000 ha em 2009, com um rendimento de 200 000 toneladas. Seguem-se a Indonésia, Malásia e as Filipinas. Fora do sudeste asiático, apenas Porto Rico apresenta resultados promissores.
Uma árvore tropical, o mangostim deve ser cultivado em condições de altas temperaturas. Exposição a temperaturas abaixo de 0 °C por períodos prolongados pode ser fatal. Suporta exposição por breves períodos de frio, muitas vezes com danos apenas ao crescimento dos frutos mais jovens. A temperatura ideal para cultivo do mangostim é entre 25 °C e 35 °C. A árvore leva entre 8 a 15 anos para frutificar.

## Propriedades
O mangostim tem uma ação antioxidante, anti-inflamatória, antiviral, antifúngica e antibiótica.

## Galeria

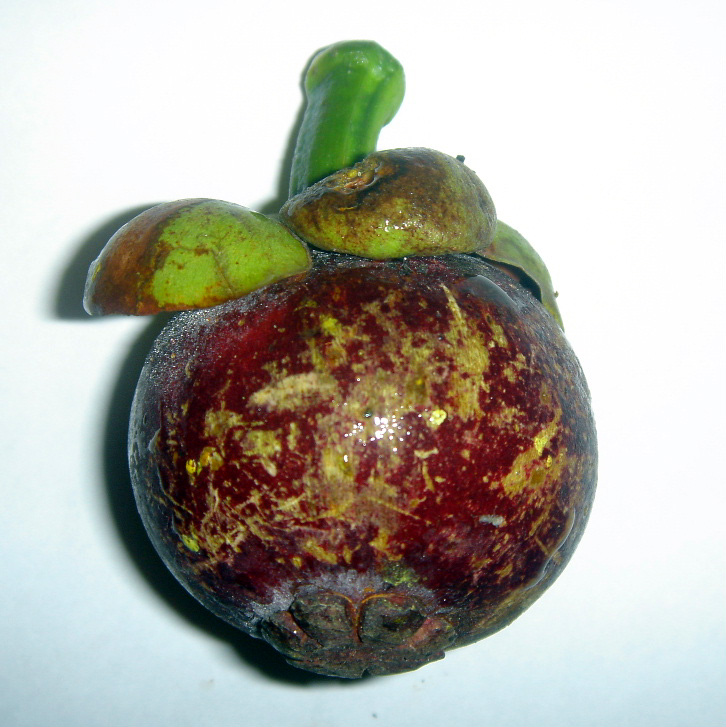
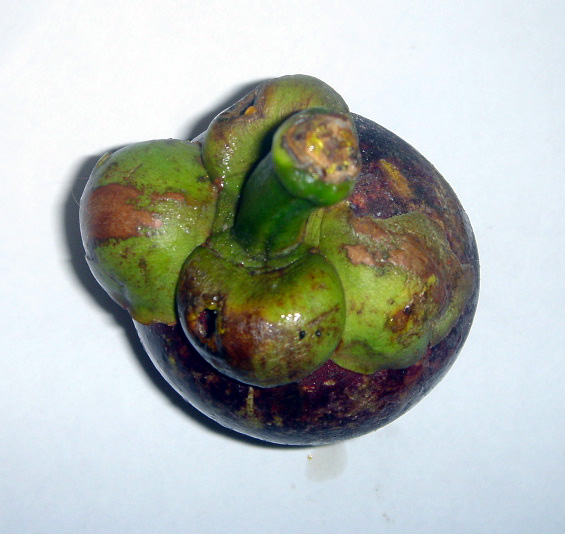
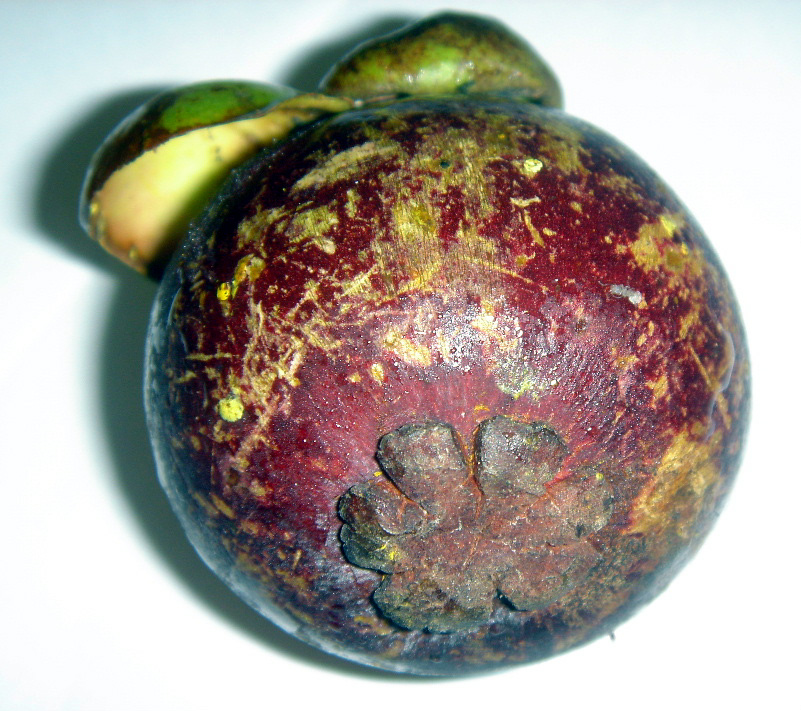

## Valores nutricionais
| Mangostim       | Mangostim  |
| --------------- | ---------- |
| Quantidade      | 100 gramas |
| Calorias        | 73 Kcal    |
| Proteínas       | 0,4 g      |
| Gorduras        | 0,6 g      |
| Carboidratos    | 18 g       |
| Fibra Alimentar | 1,8 g      |
| Cálcio          | 12 mg      |
| Magnésio        | 13 mg      |
| Ferro           | 0,4 mg     |